# Duftveilchen
Das Duftveilchen (Viola odorata), auch Märzveilchen oder Wohlriechendes Veilchen genannt, ist eine Pflanzenart aus der Gattung Veilchen (Viola) innerhalb der Familie der Veilchengewächse (Violaceae). Das Duftveilchen ist vor allem wegen seines süßen Dufts bekannt. Im Garten wird es seit der Antike kultiviert, weil es sowohl im religiösen Ritus als auch in der Heilkunde schon sehr früh Verwendung fand; spätestens seit dem frühen Mittelalter wurde es auch in Mitteleuropa als Zier- und Heilpflanze angebaut.

## Beschreibung

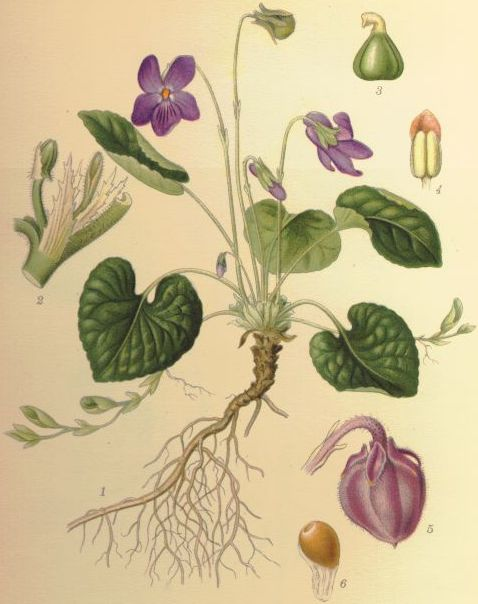
Illustration

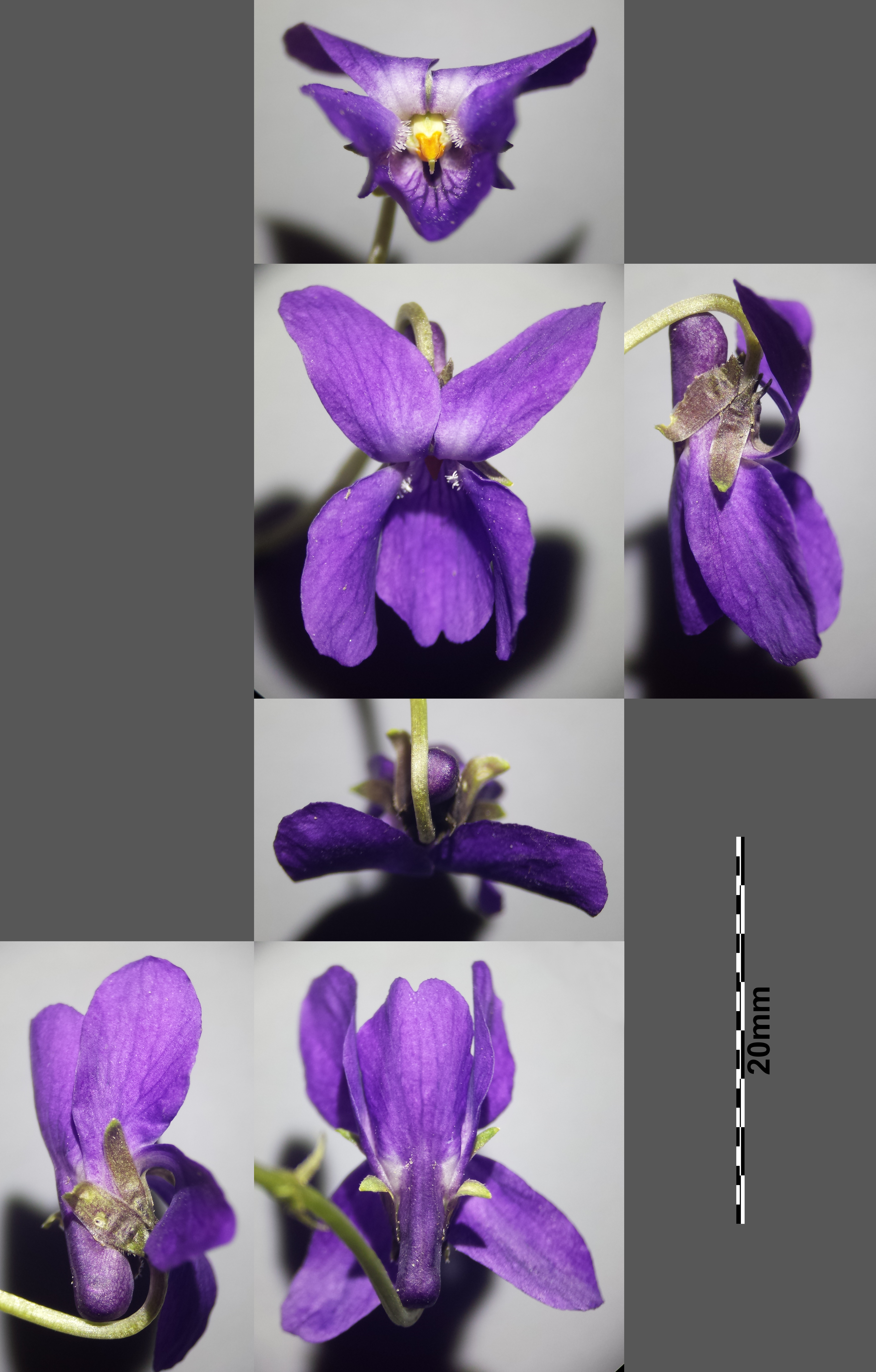
Blüte im Detail aus vielen Blickwinkeln

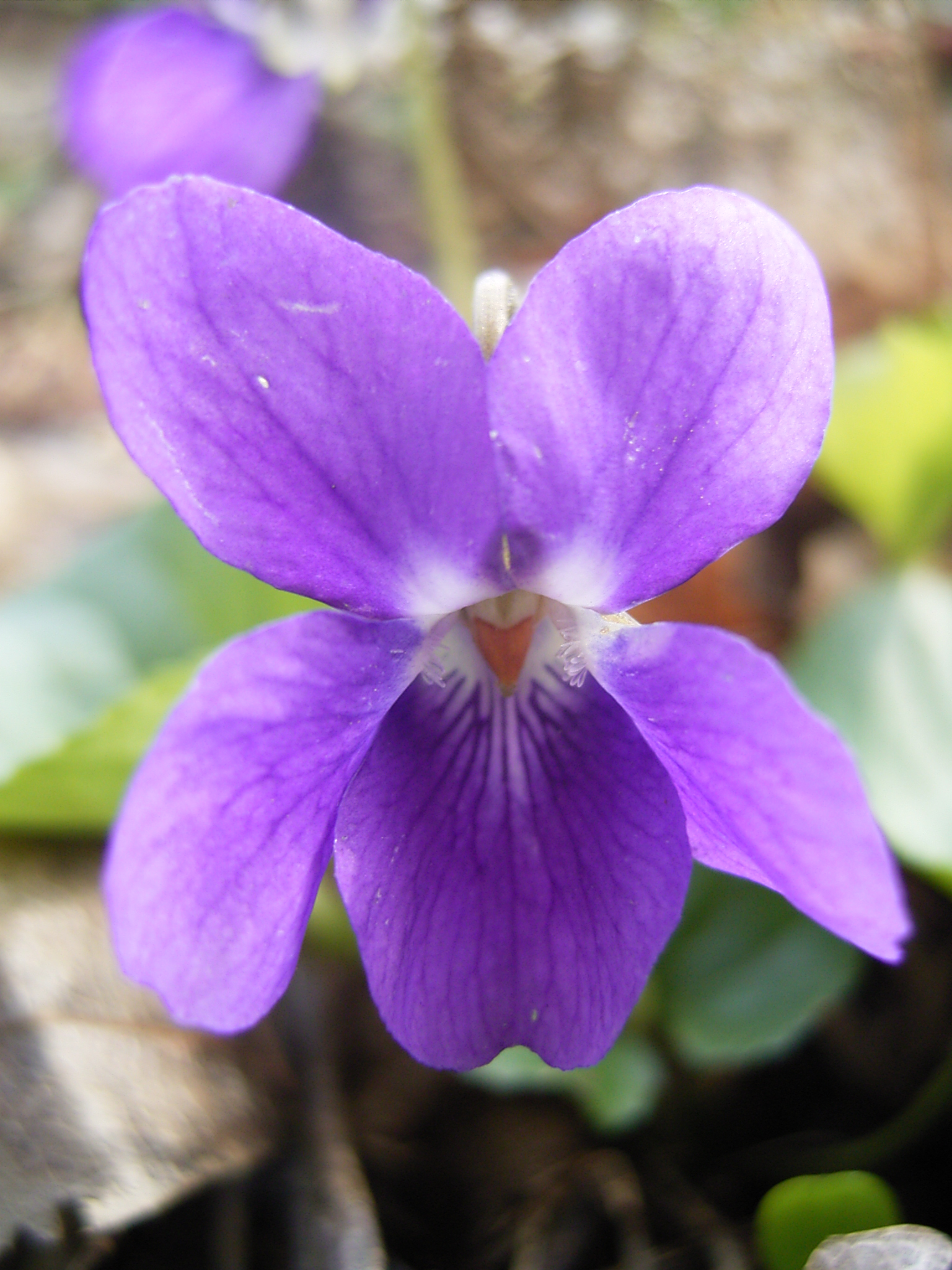
Blüte

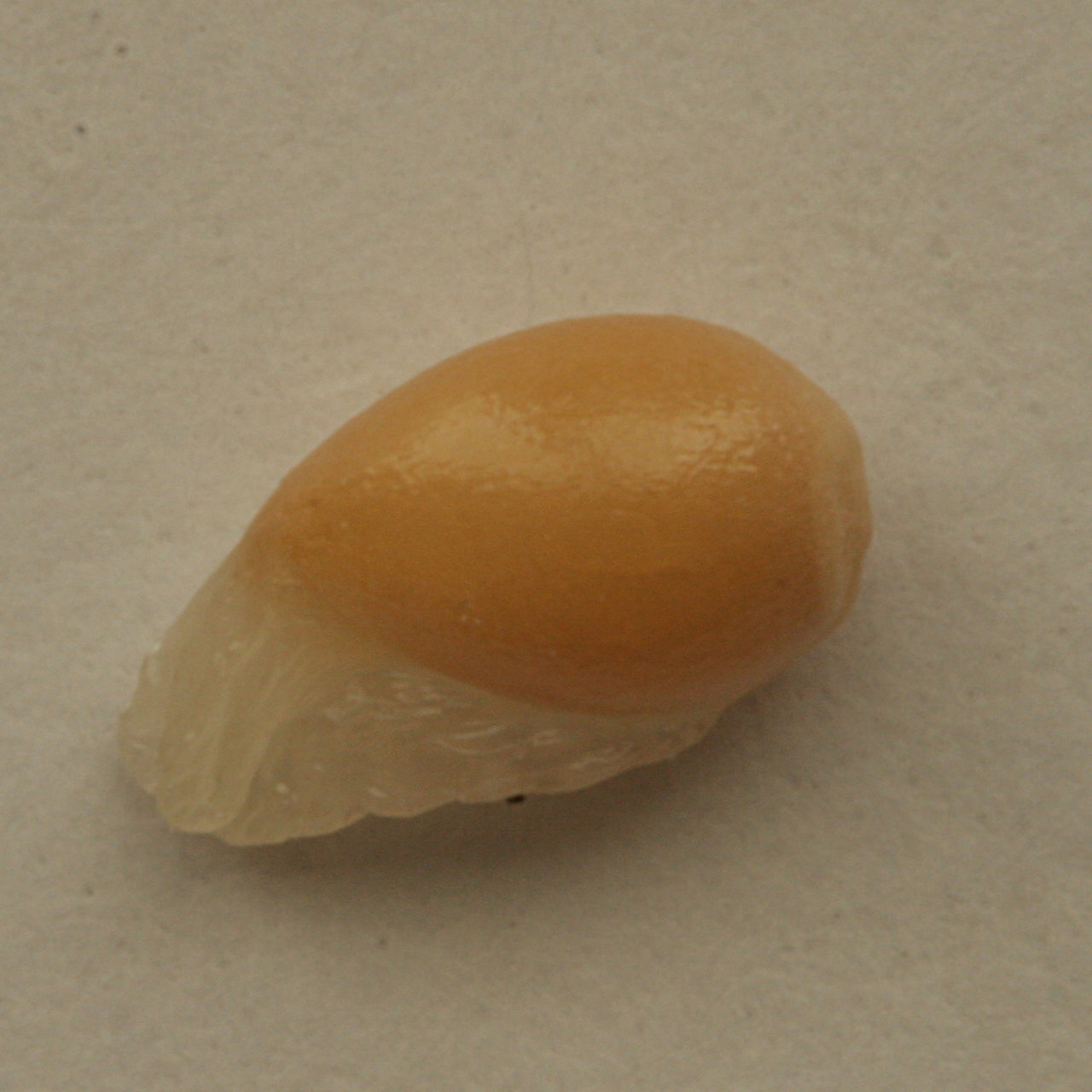
Samen mit Arillus

### Vegetative Merkmale
Es handelt sich um eine rhizombildende, ausdauernde krautige Pflanze, die Wuchshöhen von 5 bis 15 Zentimetern erreicht. Sie entwickelt 10 bis 20 Zentimeter lange meist erst im 2. Jahr Blüten treibende Ausläufer, die sich bewurzeln. Die in einer grundständigen Blattrosette zusammenstehenden Laubblätter sind in einen 1 bis 5 Zentimeter langen Blattstiel und die Blattspreite gegliedert. Die grasgrünen, einfachen Blattspreiten sind etwa gleich lang wie breit und rundlich nierenförmig bis breit-eiförmig. Sie sind am Grund tief und eng ausgebuchtet und am Rand dicht und fein gekerbt. Die breit lanzettlichen bis eiförmigen Nebenblätter tragen einzelne Fransen oder sind ganzrandig.

### Generative Merkmale
Die Blütezeit erstreckt sich von März bis April. Am rückwärts behaarten, 3 bis 7 Zentimeter langen Blütenstiel befinden sich in der Mitte zwei Vorblätter. Die wohlriechenden, manchmal kleistogamen Blüten sind zygomorph und fünfzählig mit doppelter Blütenhülle. Die fünf Kelchblätter sind  etwa 4 bis 5 Millimeter lang und stumpf. Die Anhängsel der Kelchblätter stehen deutlich vom Blütenstiel ab.  Die fünf dunkelviolettfarbenen Kronblätter bilden eine 2 bis 3 Zentimeter große Krone. Der Sporn ist meist gerade oder wenig gebogen ausgebildet und 5 bis 7 Millimeter lang. Die Fruchtkapsel ist kugelig und deutlich dicht kurzhaarig. Die Samen haben ein großes Elaiosom. Die Ausbreitung der Diasporen erfolgt durch Autochorie oder durch Ameisen (Myrmekochorie).
Die Chromosomenzahl beträgt 2n = 20.

## Taxonomie
Die Erstveröffentlichung von Viola odorata erfolgte 1753 durch Carl von Linné in Species Plantarum, Tomus II, S. 934.

## Vorkommen
Das Duftveilchen ist im Mittelmeerraum bis hin zum Kaukasusraum und Iran beheimatet und in weiten Teilen Europas eingebürgert. Außer Europa kommt es ursprünglich in Nordafrika, auf den Kanarischen Inseln, auf Madeira, in Westasien und Indien vor. In Mitteleuropa wächst es in Gebüschen, an Waldrändern, an schattigen Wegrainen auf frischen, nährstoffreichen, milden bis mäßig sauren, humosen Lehmböden in mild-humider Klimalage. Es kommt vor allem im Alliario-Chaerophylletum temuli aus dem Alliarion-Verband vor und ist eine Charakterart der Ordnung Glechometalia hederaceae. Es steigt in der Schweiz im Münstertal bis in Höhenlagen von 1410 Metern, im Kaukasus bis 1400 Metern auf.
Die ökologischen Zeigerwerte nach Landolt et al. 2010 sind in der Schweiz: Feuchtezahl F = 3 (mäßig feucht), Lichtzahl L = 3 (halbschattig), Reaktionszahl R = 3 (schwach sauer bis neutral), Temperaturzahl T = 4 (kollin), Nährstoffzahl N = 4 (nährstoffreich), Kontinentalitätszahl K = 3 (subozeanisch bis subkontinental).

## Standorte in Parks und Gärten

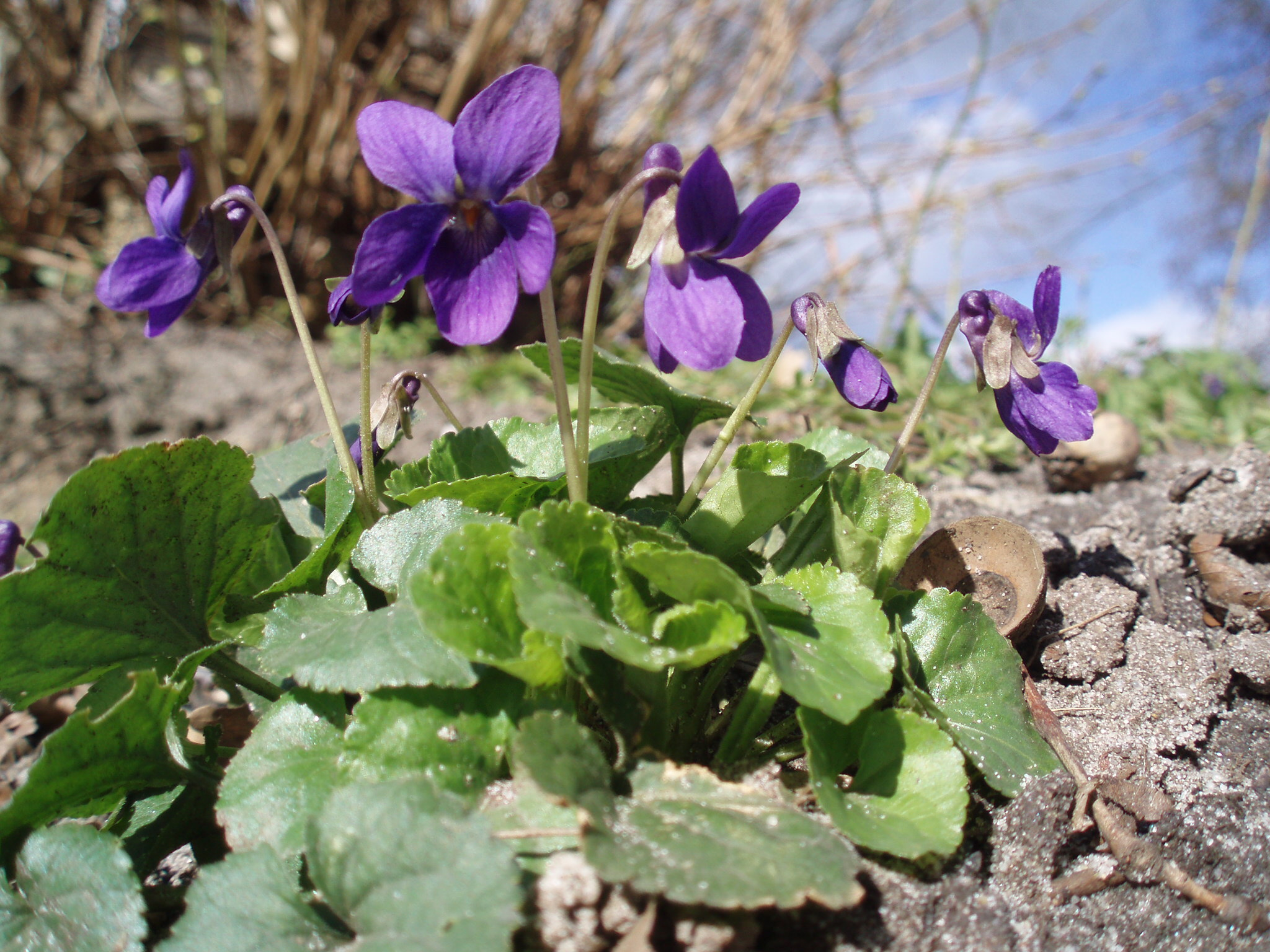
Habitus, Laubblätter und Blüten

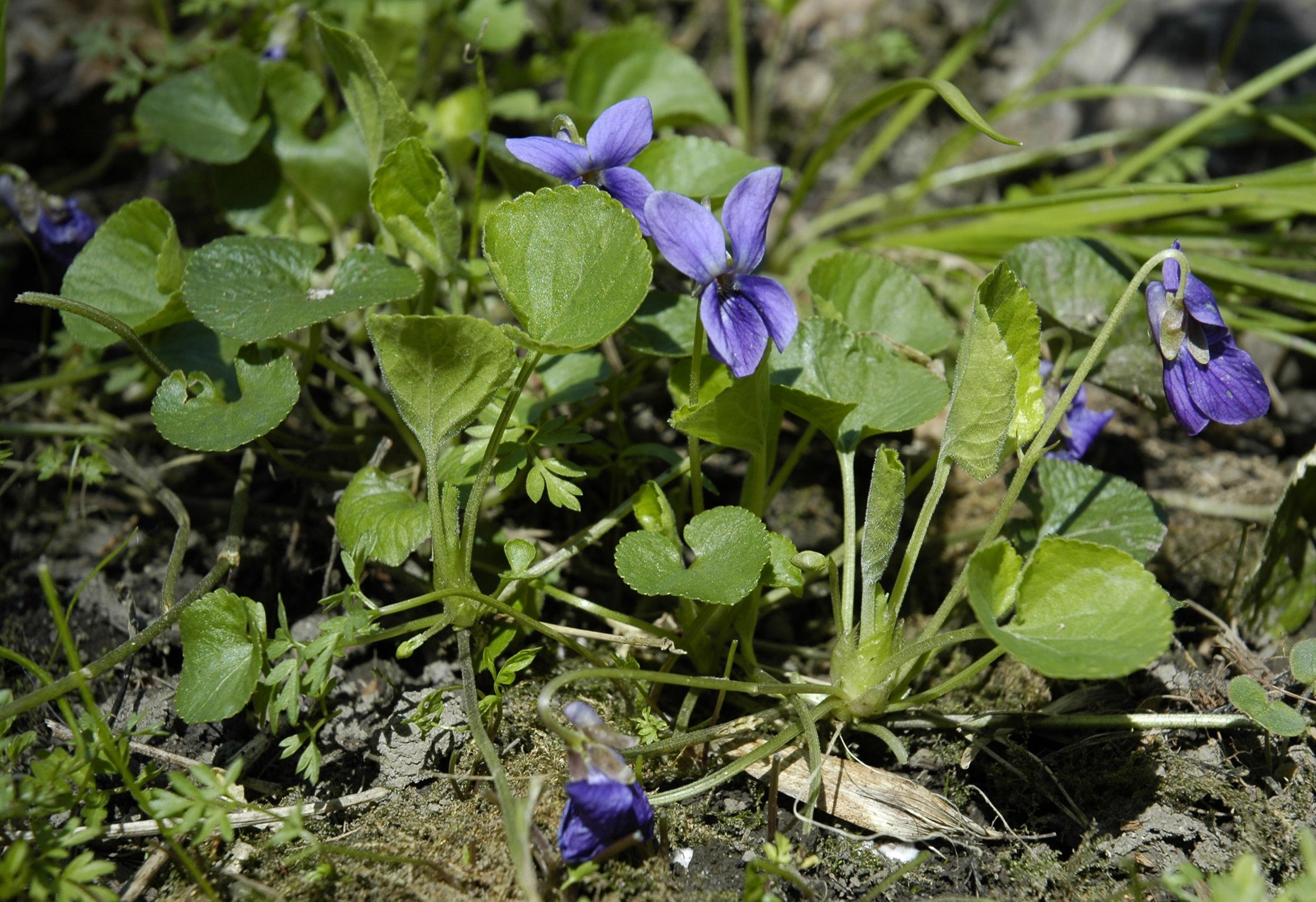
Habitus und gestielte, einfache Laubblätter

Das Duftveilchen gedeiht meist auf lichten bis halbschattigen Standorten und fühlt sich unter sommergrünen, nicht zu dicht stehenden Sträuchern beispielsweise gemeinsam mit Leberblümchen oder auch als Rosenbegleiter im Garten sehr wohl. In der freien Natur ist es an Waldrändern und in sommergrünen Hecken und Gebüschen zu finden.
Das Duftveilchen breitet sich durch Ausläufer (Stolonen) aus, so dass es allmählich weite Flächen besiedeln kann, wenn man es ungestört wachsen lässt. Die Diasporen werden auch von Ameisen ausgebreitet (Myrmekochorie), so dass das Duftveilchen, einmal angesiedelt, überall im Garten auftauchen kann.

## Inhaltsstoffe
Das ätherische Öl der frischen Blüten enthält u. a. Parmon (trans-α-Ionon, das Duftprinzip des Öles), ferner Undecanon-2, Isoborneol, 2,6-Nonadien-1-al sowie u. a. die Sesquiterpene (−)-Zingiberen, (+)-α-Curcumen, α- und β-Ionon, die getrockneten Blüten enthalten überdies Flavonoide, Schleimstoffe und Salicylsäuremethylester. Zur Blütezeit gesammelte und an der Luft getrocknete Laubblätter enthalten Schleimstoffe, Triterpene, u. a. Friedelin, β-Sitosterol, Salicylsäuremethylester, Phenolcarbonsäuren, u. a. Ferulasäure und Sinapinsäure, sowie das Alkaloid Violin. Die getrockneten unterirdischen Pflanzenteile enthälen ätherisches Öl (0,038 %) mit β-Nitropropionsäure und Salicylsäuremethylester (gebildet als Spaltprodukt bei der Wasserdampfdestillation), das Salicylsäureglucosid Gaultherin sowie das Alkaloid Violin.

### Verwendung als Duftpflanze
Das Wohlriechende Veilchen ist nicht die einzig duftende Art der Gattung Viola in Europa, wird aber, vom früher ebenfalls genutzten Parma-Veilchen abgesehen, als einziges zur Produktion von Rohstoffen für die Parfümerie verwendet. Die Veilchenparfüms, die im 19. Jahrhundert entwickelt wurden, enthielten das nach Veilchen riechende Absolue aus der Wurzel der florentinischen Schwertlilie (Iris germanica 'Florentina' oder Iris pallida). Bereits seit etwa 1895 enthalten Parfüms stattdessen überwiegend synthetische Jonone. In ganz geringem Umfang wird überdies auch heute noch ein Absolue aus Veilchenblüten produziert. Vor allem jedoch verwendet die Parfümerie-Industrie in großem Umfang die Blätter des Veilchens, aus denen ein so genannter „grüner“ Duft extrahiert werden kann.

### Kulinarische Verwendung
Die Blüten des Veilchens lassen sich zur Herstellung von aromatisiertem Sirup, Essig oder Veilcheneis sowie zum Dekorieren von Salaten und Desserts verwenden. Kandierte Veilchen verwendet man ebenfalls als Dekoration von Torten und Desserts. Dafür werden die Veilchenblüten mit halbsteif geschlagenem Eiweiß bestrichen und mit feinem Zucker dünn bestreut. Anschließend lässt man sie auf einem feinen Gitter etwa zwei Tage trocknen. Die „Violettes de Toulouse“ sind in Frankreich eine bekannte Süßigkeit.
Veilchentee kann man sehr einfach selbst herstellen. Dazu werden zwei Esslöffel getrockneter Veilchenblüten unter 100 g schwarzen Tee gemischt.
Parfait Amour ist ein Likör, bei dem Veilchen und fernöstliche Blütenessenzen die Basis bilden. Abgerundet mit Destillaten und Konzentraten aus Zitrone, Orange und Koriander erhält er sein Aroma, Cocktails lassen sich damit violett einfärben. Der Likör war besonders zu Beginn des 20. Jahrhunderts und nach dem Ersten Weltkrieg beliebt.

### Verwendung in der Pflanzenheilkunde
Bereits Hippokrates und Dioscurides verwendeten Veilchen als Arzneipflanzen. Veilchen sollen bei Ekzemen helfen. Im 19. Jahrhundert vermutete man auch eine Wirkung gegen Krebs. Im Kraut von Viola odorata konnten Alkaloide, Gerbstoffe, Saponine, Cumarine und Flavonoide ausgemacht werden.
2007 wurde das Duftveilchen zur Heilpflanze des Jahres gekürt. Moderne Forschungen konnten für Extrakte aus Viola odorata eine blutfettsenkende und vasodilatative Wirkung feststellen. Dies würde unterstützende Anwendung bei erhöhten Blutfettwerten und Hypertonie zumindest teilweise erklären. Die blutfettsenkende Wirkung soll auf einer verminderten Aufnahme und Synthese von Lipiden als auch auf den antioxidativen Eigenschaften von Viola odorata beruhen. Für ein Peptid aus Viola odorata, das Cyclopeptid Cyclovioloycin 02 (ein Cyclotid), konnten krebswidrige, chemosensibilisierende als auch antibakterielle Effekte aufgezeigt werden. Neben ihrer potentiell antitumoralen Wirkungen könnten Cyclotide aus Viola odorata auch auf Grund ihrer besonderen chemischen und biologischen Stabilität als Muster für neue Medikamente gegen Krebserkrankungen dienen.
Die auch heute noch verwendete „Veilchenwurzel“, sie wird traditionell gegen Schmerzen und Beschwerden beim Zahnen von Säuglingen und Kleinkindern eingesetzt, stammt nicht vom Duftveilchen. Es handelt sich dabei um das Rhizom der zur Produktion von Duftstoffen verwendeten Iris-Arten. Der missverständliche deutsche Name bezieht sich auf diese Verwendung.

### Verwendung als Schnittblume
Bis in die 1930er Jahre gehörten die Veilchen zu den beliebtesten Schnittblumen. Für die Veilchentreiberei wurden besondere großblütige und langstielige, auch gefüllte Sorten gezüchtet, nur wenige davon werden heute noch von Sammlern und Liebhabern gezogen. Einzig die Sorte ‘Königin Charlotte’ ist noch weit verbreitet.
Die Erzeugung von Schnittveilchen erfolgte großenteils durch Treiberei unter Glas und begann im Dezember; Freilandkulturen belieferten den Markt bis in den April. Nach dem Zweiten Weltkrieg kam der Anbau zum Erliegen, da die gestiegenen Lohnkosten die Produktion unrentabel machten.

### Ausgewählte Sorten des Duftveilchens
- ‘Königin Charlotte’, mittelblau, über dem Laub blühend, remontierend, die Blütenstiele sind nicht gebogen, so dass die Blüte nach oben zeigt
- ‘Reine des Neiges’, eine eisblaue, fast weiße Form von 'Königin Charlotte'
- ‘Red Charm’, violettrot
- ‘Sulfurea’, aprikosenfarbig
- ‘Triumph’, tiefblau, riesenblütig
- ‘Alba’, die manchmal auftretende weiße Wildform, charakterisiert durch ihren violetten Sporn
- ‘Czar Blanc’, großblumig reinweiß
- ‘Flore Pleno’, die seltene gefüllte Form
- ‘Reine Victoria’ (Syn.: ‘Czar Bleu’), wird in Südfrankreich noch vereinzelt für die Parfümindustrie angebaut
- ‘Countess of Shaftesbury’, eine der wenigen überlebenden halbgefüllten Sorten

## Das Duftveilchen in Mythologie, Brauchtum, Kunst und Literatur

### Altertum
Das Duftveilchen war im griechischen und römischen Altertum eine mehreren Gottheiten geweihte Kultpflanze. Am Tag des Saturns bekränzten sich die Feiernden mit Veilchenblüten; Pan wurden Veilchensträuße dargebracht und auch Persephone war die Pflanze geweiht. Aufgrund des Duftes und der dunklen Blüten galt das Veilchen den Griechen auch als Blume der Liebe. Schon sie schenkten Veilchen gerne der Angebeteten, um so auf die sich regende Zuneigung hinzuweisen.

### Mythologie
Wie bei vielen anderen Pflanzenarten auch erklärten sich die Griechen das Entstehen des Veilchens mythologisch: Eine für ihre Schönheit bekannte Tochter des himmeltragenden Titanen Atlas wurde vom Sonnengott mit seinen Strahlen verfolgt. Die spröde Schönheit floh jedoch vor ihm und bat Zeus verzweifelt um Beistand. Er hatte Mitleid und verwandelte das verschüchterte und verzweifelte Mädchen in ein Veilchen. Geschützt vor den Strahlen des Sonnengottes wächst es seitdem im Gebüsch des Waldes.
Die römische Mythologie behauptet auch, dass es dem keineswegs gutaussehenden Gott Vulkan, der hoffnungslos in Venus verliebt war, dennoch gelang, von der Göttin geküsst zu werden, weil er nach Veilchen duftete. Und Zeus, der die Nymphe Io als Schutz vor der eifersüchtigen Hera in eine bezaubernde Färse (Kuh, die noch kein Kalb zur Welt gebracht hat) verwandelte, ließ für sie eine ganze Wiese duftender Veilchen erblühen. Einzig diese Pflanze war eine ihrer Schönheit angemessene Speise.
Nach einer wendischen Sage wurde die Tochter des Götzen Tschernebog in ein Veilchen verwandelt, das alle zehn Jahre einmal in der Walpurgisnacht blüht. Wer es dann pflückt, erlöst die Jungfrau und erhält sie mit all den Schätzen ihres Vaters als Frau.

### Brauchtum
Als einer der ersten Boten des Frühlings erfreute sich das wohlriechende Veilchen von jeher besonderer Wertschätzung. Am Wiener Hof wurde schon um 1200 das erste Veilchen mit einem rauschenden Fest gefeiert. Nach dem Sagensammler Anton von Perger war das Feiern des ersten Veilchens ein im Mittelalter in ganz Süddeutschland gefeierter Brauch.
Die Anhänger Napoléons erkoren das Veilchen zu ihrem Emblem, als der Kaiser nach Elba verbannt wurde und schwor, dass er mit den Veilchen nach Paris zurückkehren werde. Mit Veilchensträußen und dem Tragen veilchenfarbener Kleidungsstücke demonstrierten die Anhänger Napoleons ihre politische Gesinnung. Angeblich war das Veilchen die Lieblingspflanze Napoleons, nachdem ihm seine große Liebe Joséphine de Beauharnais am Abend ihres Kennenlernens einen Veilchenstrauß zugeworfen hatte. Nach seinem Tod fand man auf seiner Brust in einer goldenen Kapsel zwei getrocknete Veilchen.
Veilchen symbolisieren Demut und Bescheidenheit.

### Kunst
Man findet das Duftveilchen gelegentlich als Attributpflanze Mariens auf Bildern des späten Mittelalters und der Renaissance – z. B. auf dem Bild Madonna mit dem Veilchen von Stefan Lochner. Wiederum nach Beuchert symbolisieren Veilchen neben dem Kreuz Christi als violette Trauerfarbe sowohl den Schmerz über Christi Tod wie auch die weltweite Verbreitung seiner Lehre, die in diesem Augenblick begann.
Auf Postkarten und Postern weit verbreitet ist auch ein Albrecht Dürer zugeschriebener Veilchenstrauß. Das eigentliche Kunstwerk stammt jedoch nach heutigem Stand der Forschung nicht von Dürer selbst (siehe  hier).
Sehr bekannt ist auch das Gedicht Das Veilchen von Goethe, das besonders von Mozart (KV 476) vertont wurde.

## Geschichte

### Antike
Dioskurides und Plinius beschrieben eine Pflanze, die dem Duftveilchen ähnelt und die sie „Purpurfarbiges Ion“ oder „Viola purpurea“ nannten. Diese Pflanze sollte kühlende Kraft besitzen und Umschläge mit seinen Blättern sollten bei Magenentzündung, bei Augenentzündung, bei Mastdarmvorfall und bei Gebärmuttervorfall helfen. Die mit Wasser aufgekochte Blüte getrunken, sollte bei Halsentzündung und bei Epilepsie der Kinder nützlich sein.

### Arabisches und Lateinisches Mittelalter
Die Ärzte der Antike hatten angegeben, die Wirkung der Blätter des blauen Veilchens sei „kühlend (Dioskurides)“, bzw. „wässrig und leicht kühlend (Galen)“. Darauf aufbauend ordneten die Ärzte des Arabischen Mittelalters und die Ärzte des Lateinischen Mittelalters diese Pflanze im Schema der Säftelehre als „frigida et humida in prima – kalt und feucht im ersten Grad (Avicenna)“  bzw. genauer als „frigida in fine primi gradus, humida in initio secundi – kalt im Ende des ersten Grades und feucht im Beginn des zweiten Grades (Konstantin)“ ein.
Die Blüten von Rosen, Borretsch, Ochsenzungen und Duftveilchen wurden „Flores cordiales“ – „Herz-Blüten“ genannt. Sie dienten zur Bereitung von Zuckervereibungen, die den Namen Manus Christi erhielten.

### Neuzeit
Otto Brunfels 1532 --- Hieronymus Bock 1539 --- Leonhart Fuchs 1543 --- Mattioli / Handsch / Camerarius 1586 --- Nicolas Lémery 1699/1721 --- Onomatologia medica completa 1755 --- William Cullen 1789/90 --- Jean-Louis Alibert 1805/05 --- Philipp Lorenz Geiger 1830 --- Pereira / Buchheim 1846/48 --- van Hasselt 1862 --- August Husemann / Theodor Husemann 1871 --- Theodor Husemann 1883 --- Hagers Handbuch 1902 - - - Wolfgang Schneider 1974
Bis zur ersten Hälfte des 19. Jahrhunderts wurden die Blüten des Duftveilchens und ein aus ihnen hergestellter Sirup in den Arzneibüchern des deutschsprachigen Raumes aufgeführt. Eine in diesen Arzneibüchern aufgeführte „Violenwurzel“ war jedoch nicht die Wurzel des Duftveilchens, sondern sie war die Wurzel einer Schwertlilienart (Iris florentina).

### Historische Abbildungen

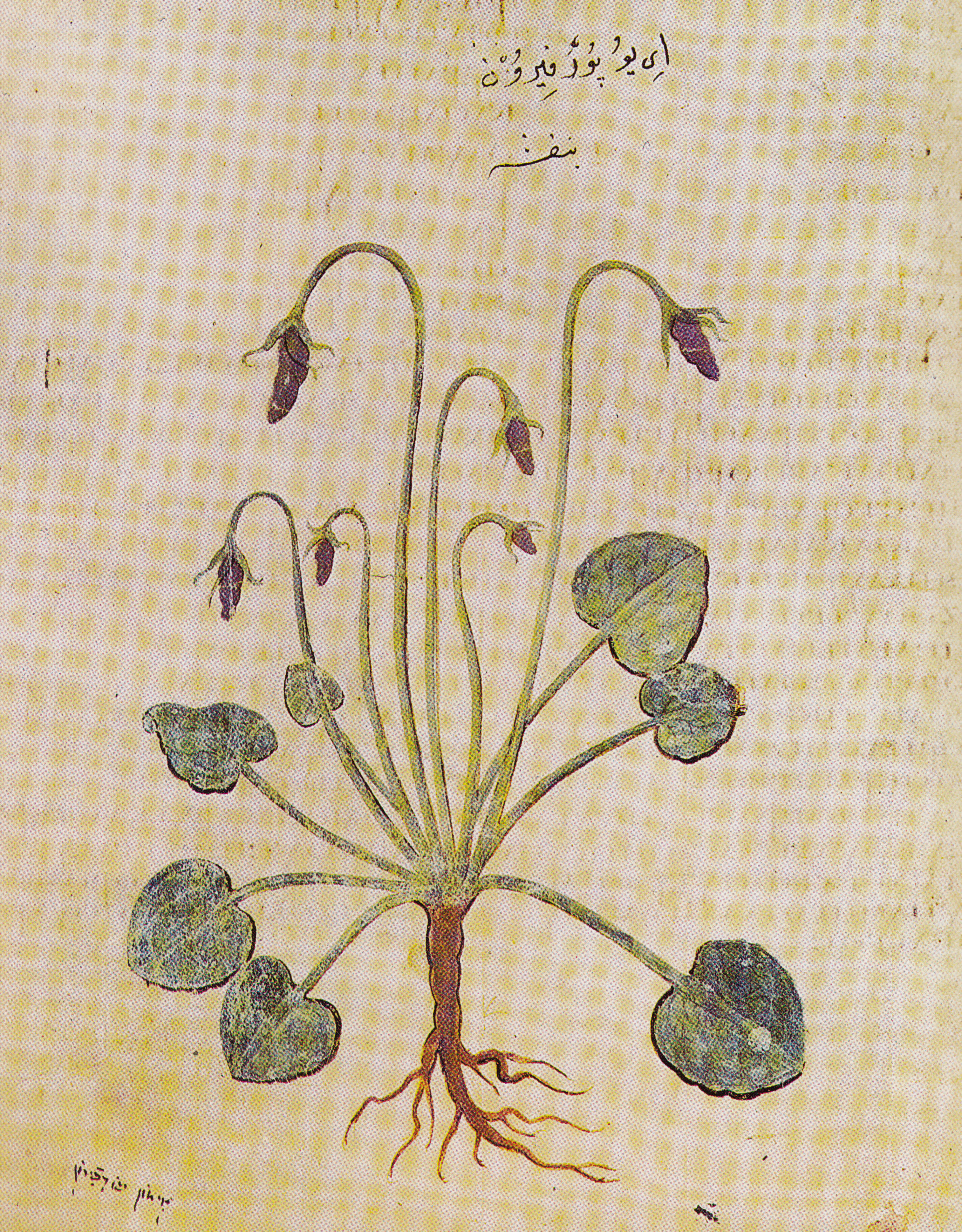
Wiener Dioskurides 6. Jahrhundert
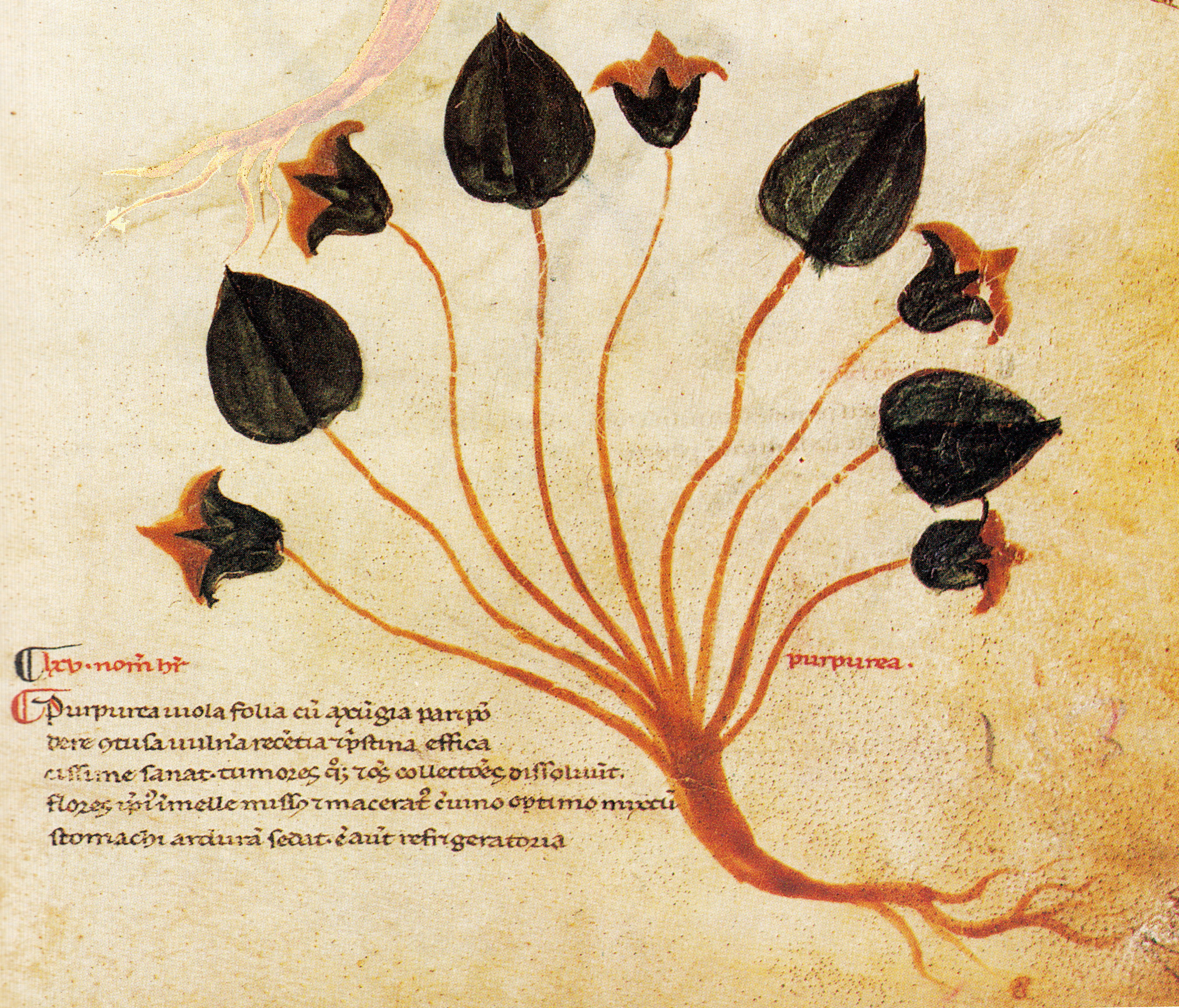
Pseudo-Dioskurides de herbis femininis 14. Jh.
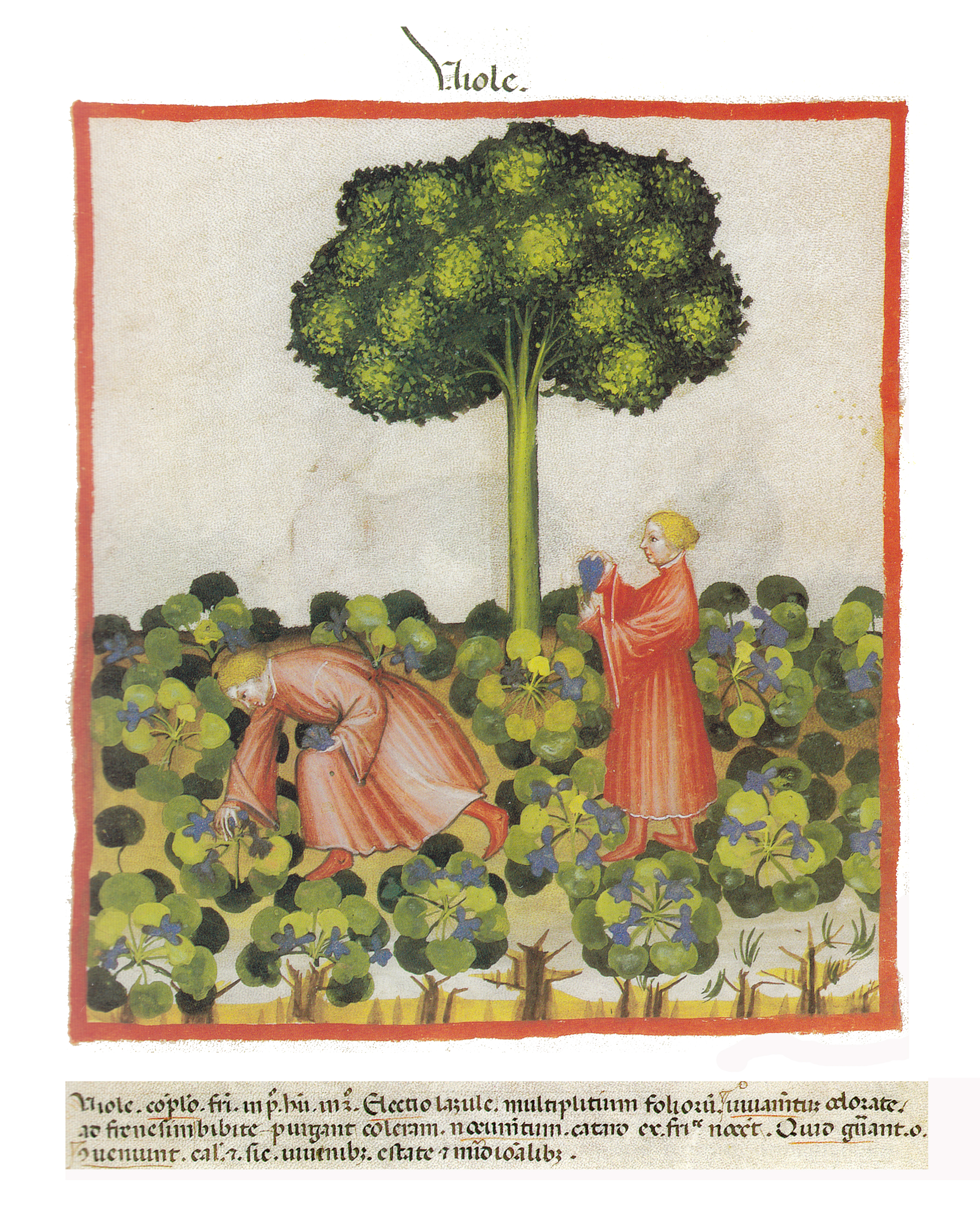
Tacuinum sanitatis (Ibn Butlan) 14. Jh.
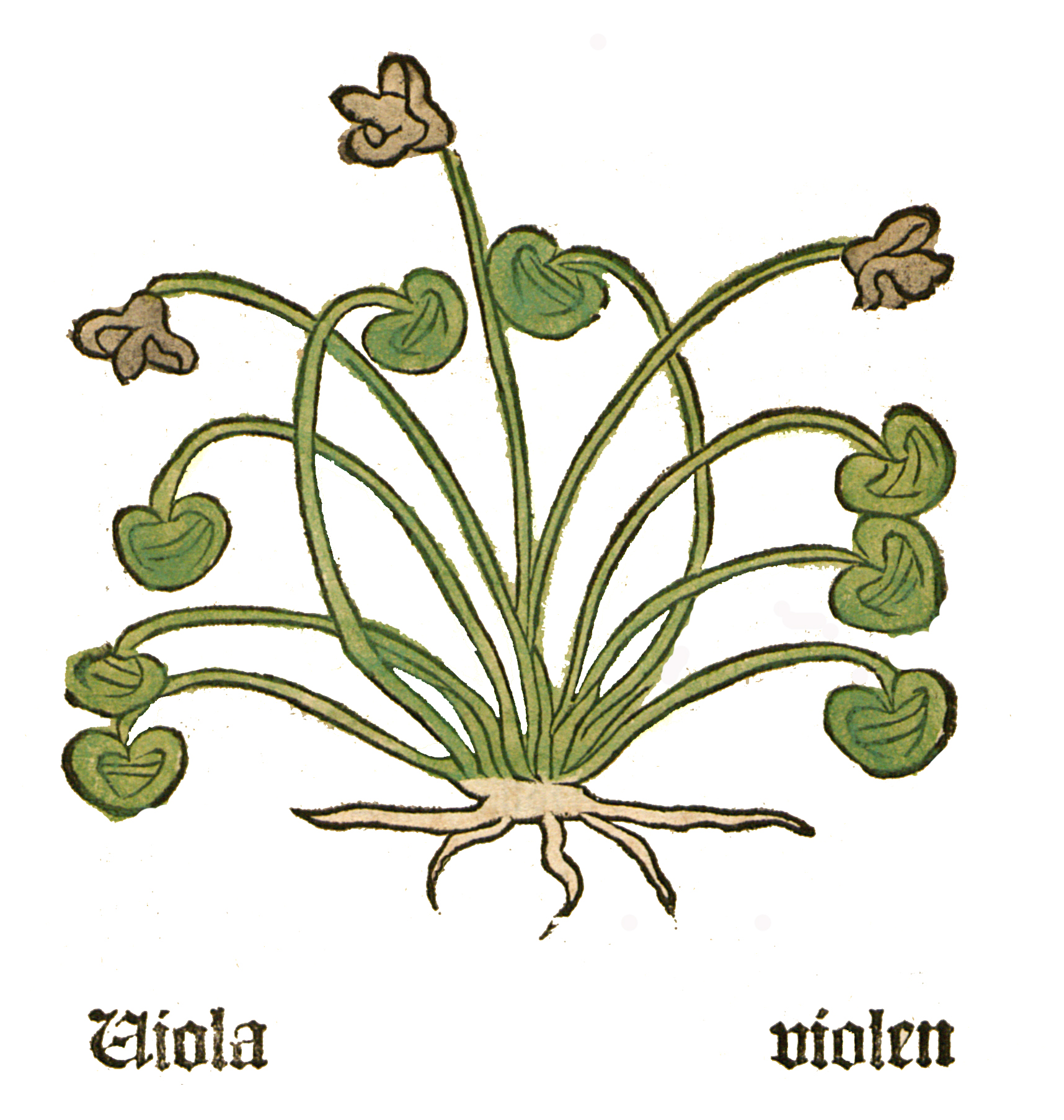
Herbarius Moguntinus 1484
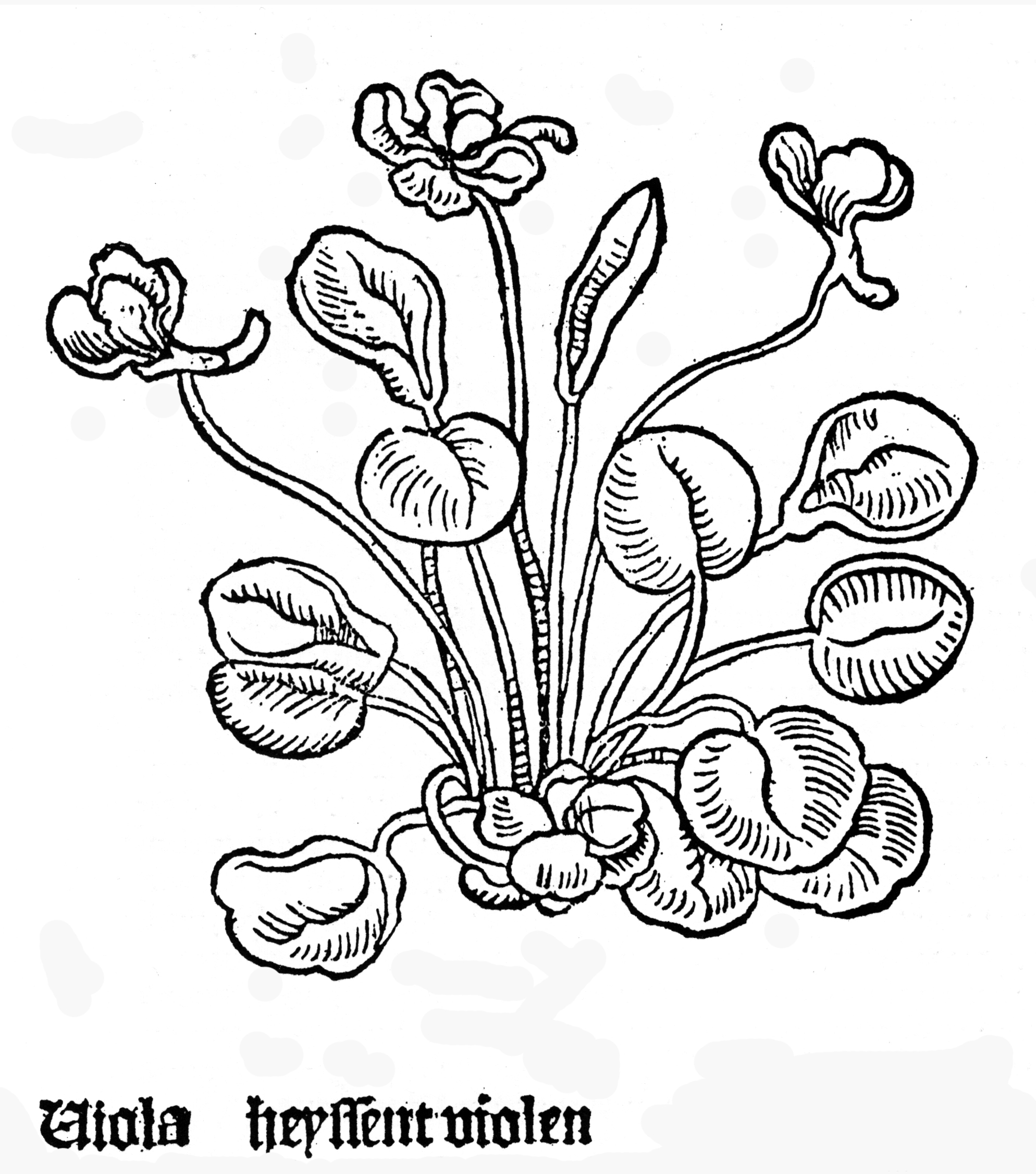
Gart der Gesundheit 1485
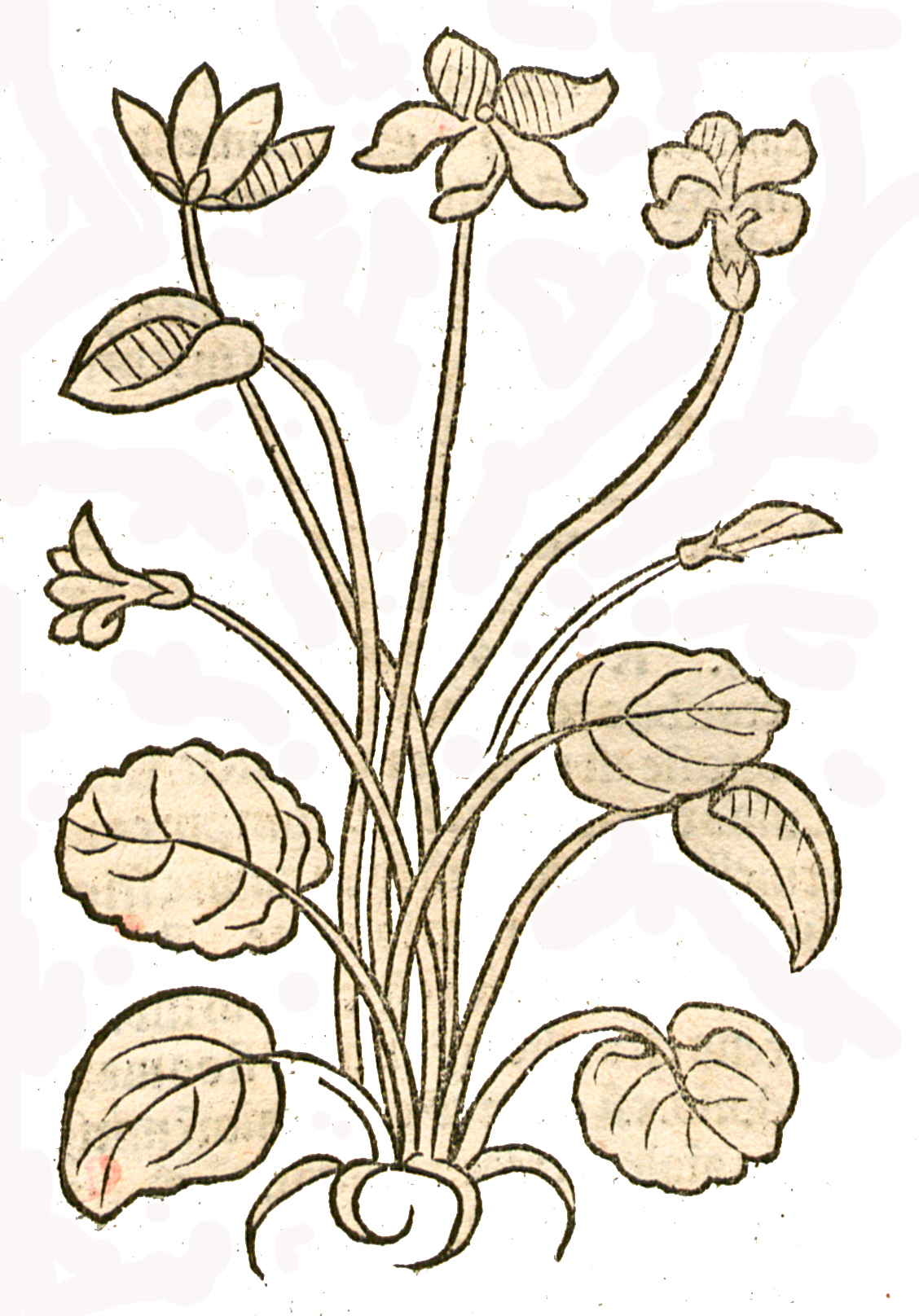
Hortus sanitatis 1491
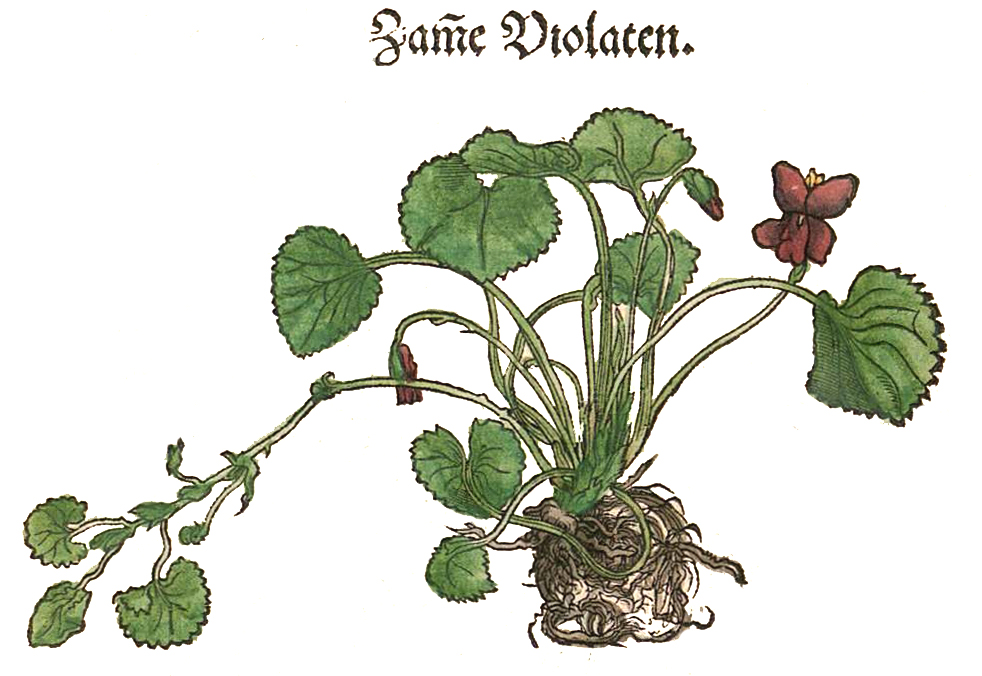
Otto Brunfels 1532
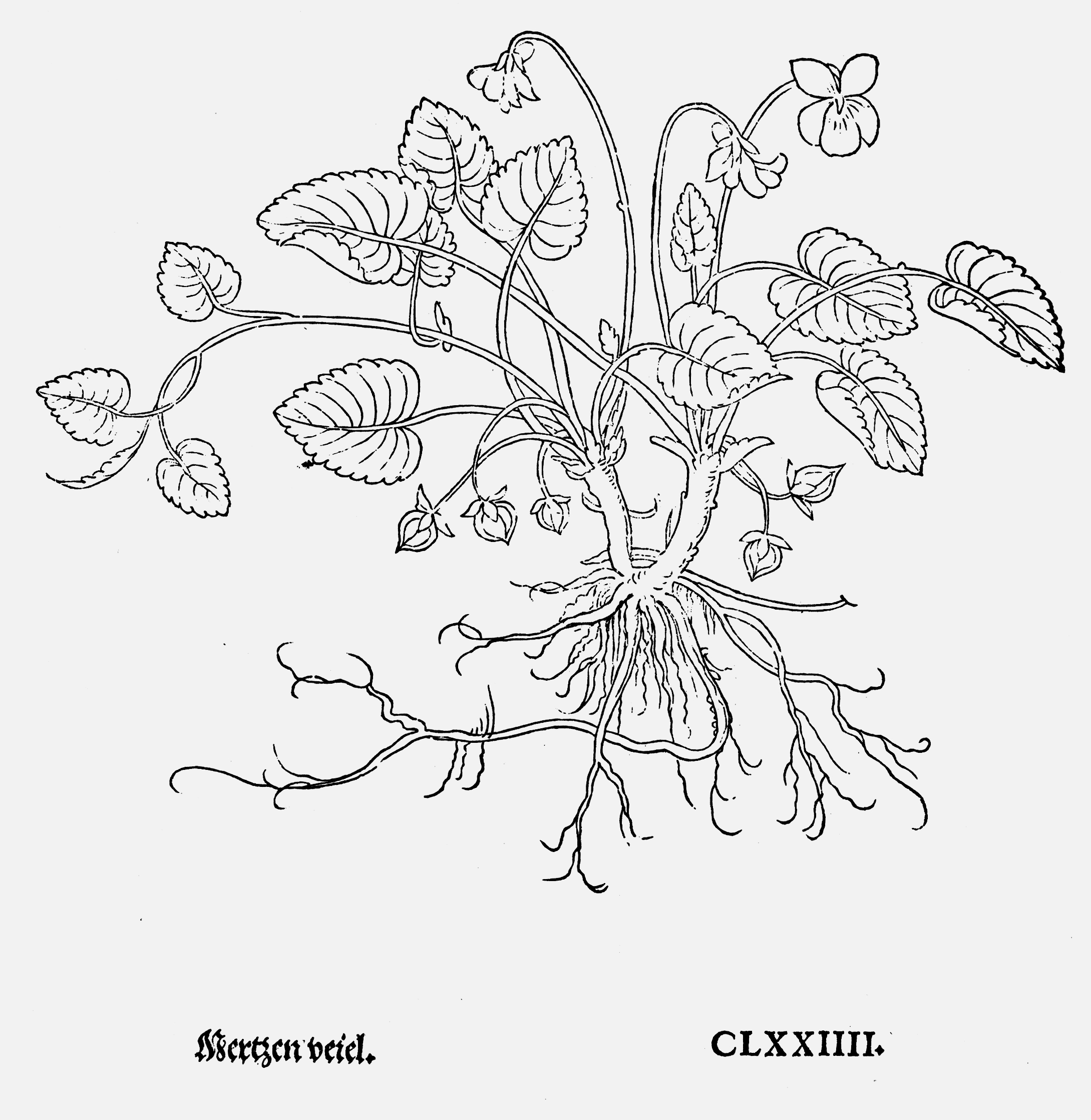
Leonhart Fuchs 1543
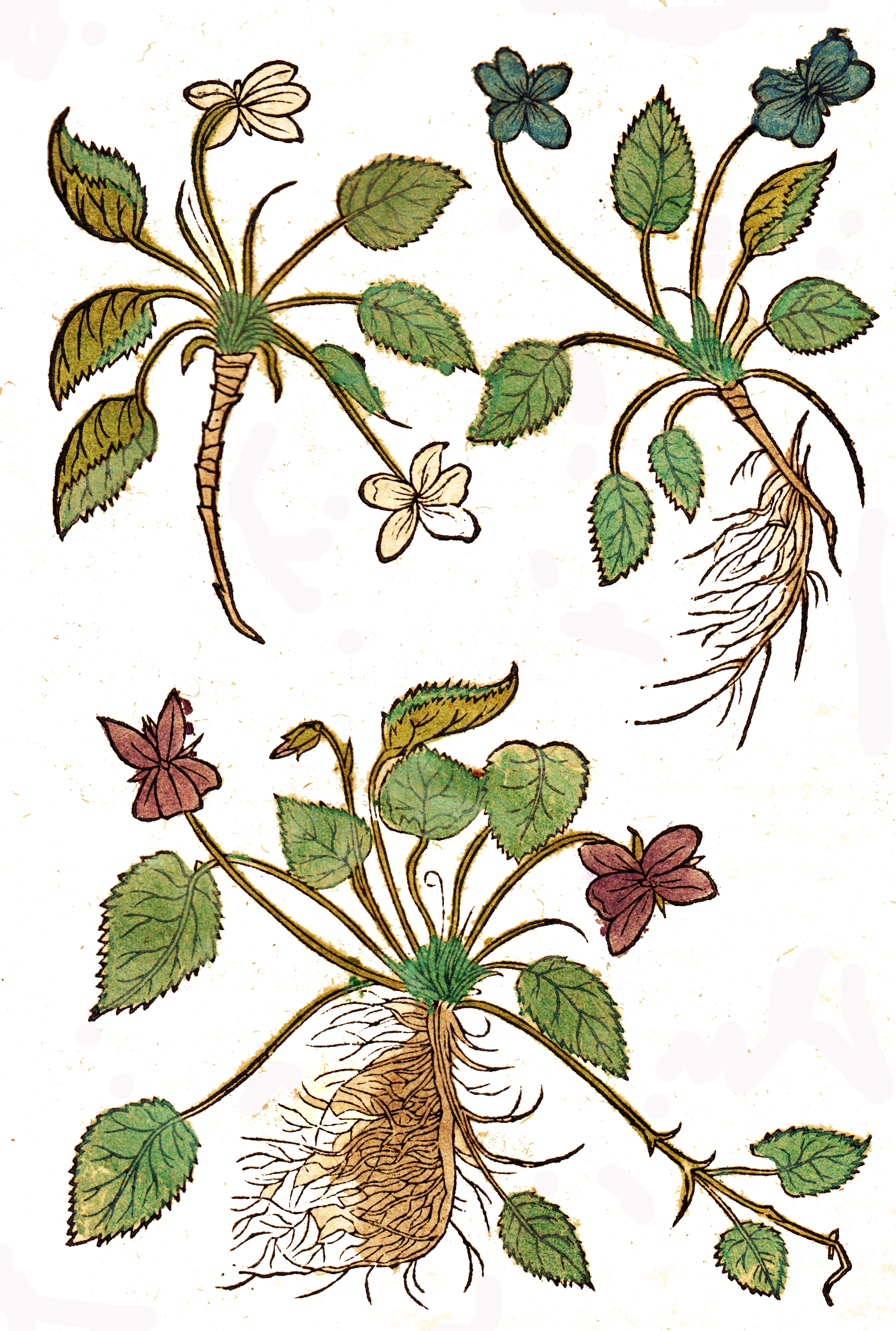
Hieronymus Bock 1546
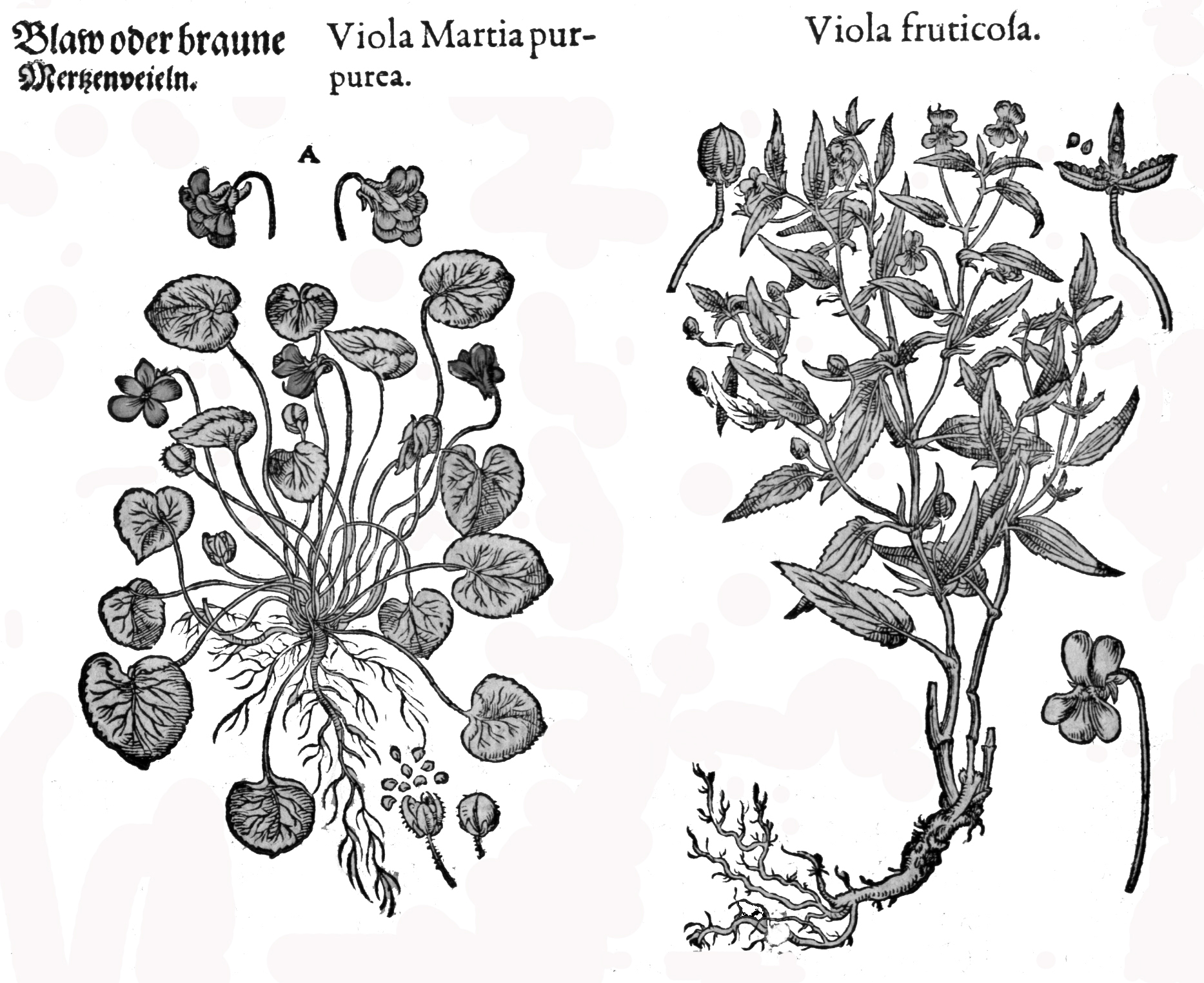
Mattioli / Handsch / Camerarius 1586
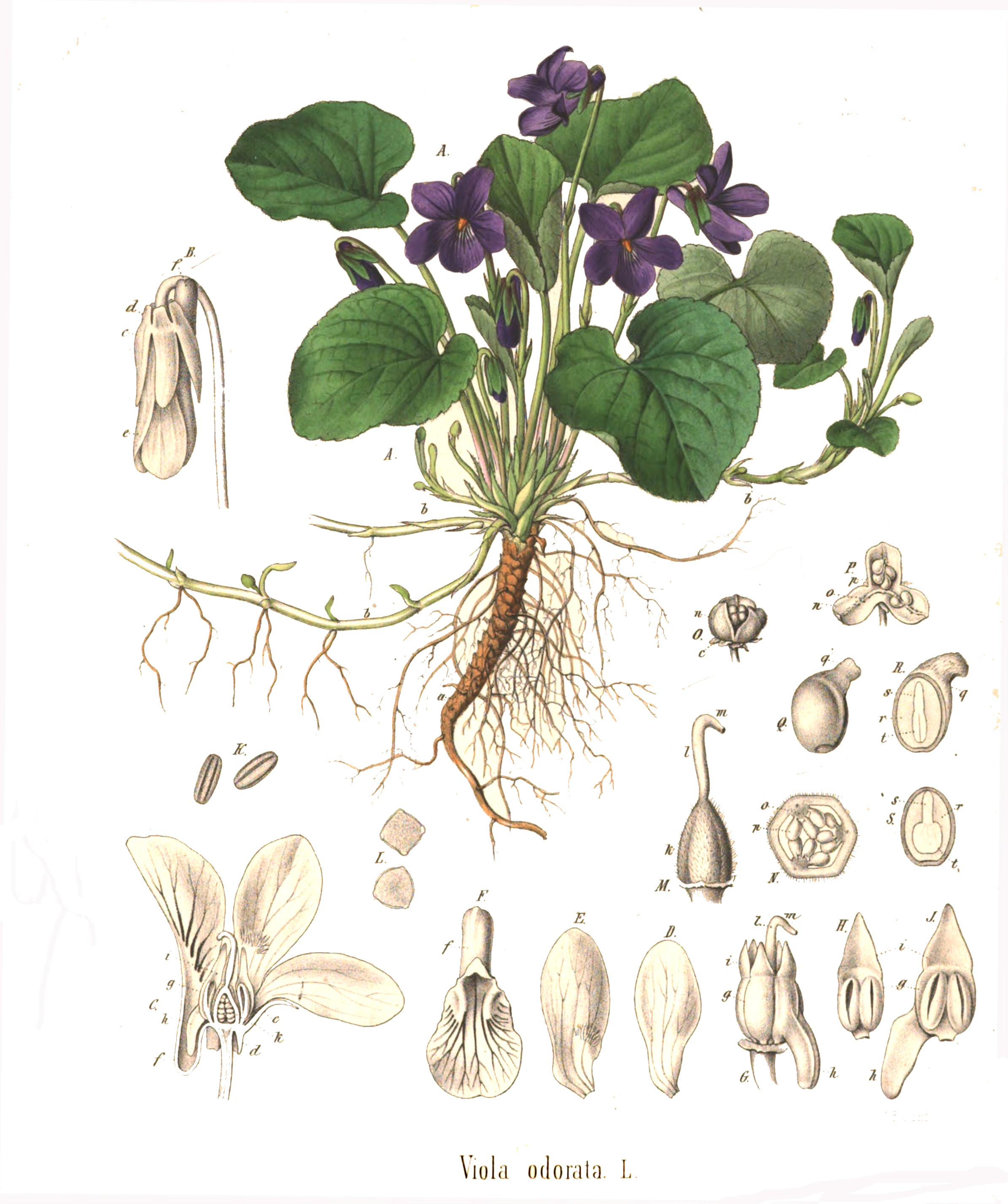
C. F. Schmidt 1859: Viola odorata
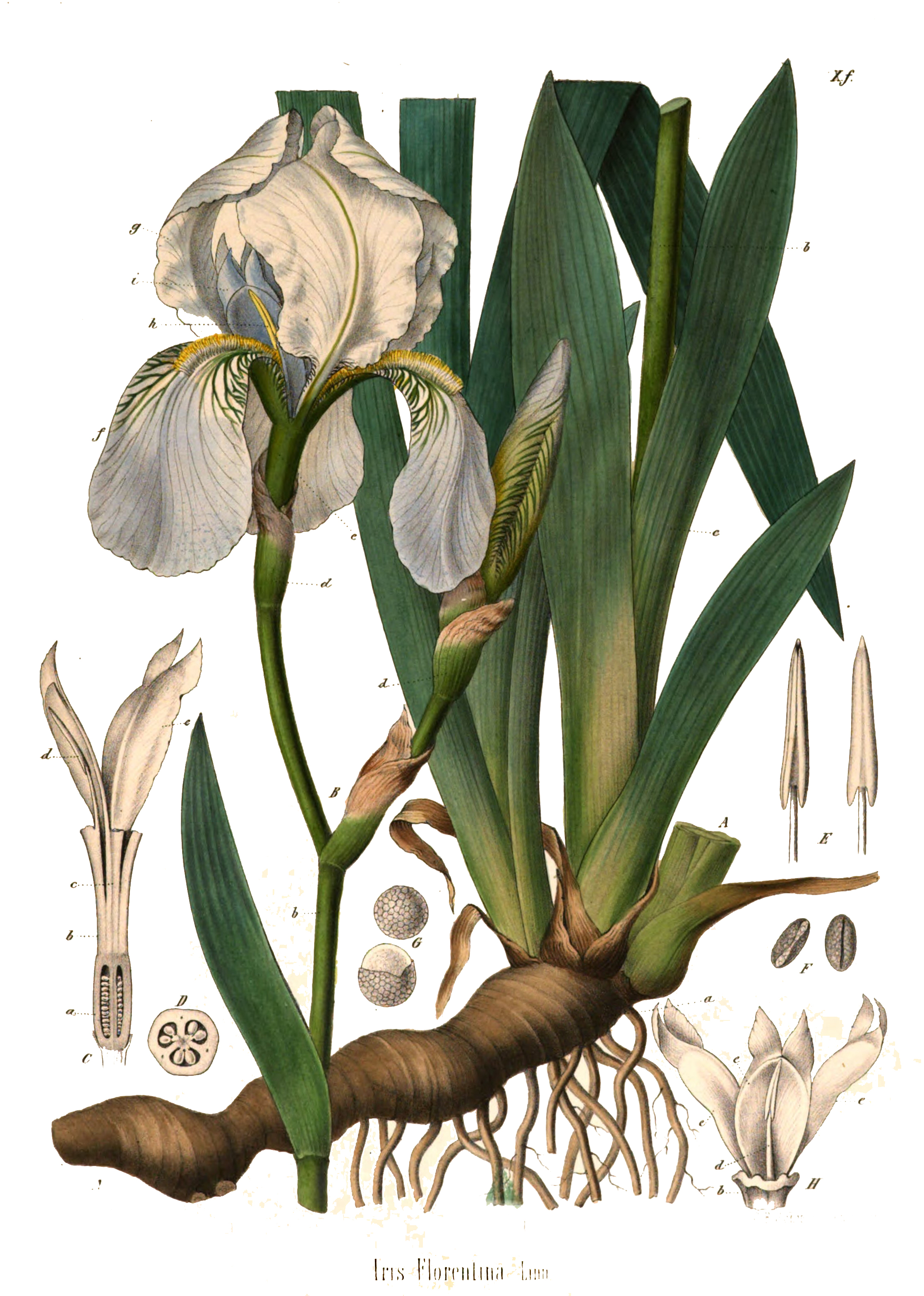
C. F. Schmidt 1859: Iris florentina